# Ващенко Іван Олександрович
Ващенко Іван Олександрович (04 вересня 1990, Сахутівка, Україна) — український державний і громадсько-політичний діяч — заступник голови Чернігівської обласної державної адміністрації з 22 грудня 2023 року.Розпорядження про призначення Голова Корюківської РДА з 28 січня 2022 року. Звільнений з посади 21 грудня 2023 року.Розпорядження Президента України

## Життєпис
У 2012—2013 роках проходив строкову військову службу.
У 2014 році закінчив Національну академію внутрішніх справ України, де отримав ступінь магістра цивільного права.
У 2015—2016 роках проходив військову службу за призовом під час часткової мобілізації.
З 2014 по 2017 рік працював юрисконсультом у 2-му державному пожежно-рятувальному загоні Управління Державної служби України з надзвичайних ситуацій у Чернігівській області.
З 2017 року і до призначення на посаду голови районної державної адміністрації працював начальником юридичного відділу Корюківської міської ради.
У серпні 2020 року обраний заступником голови координаціної ради АТО/OOC при Чернігівській ОДА, а з серпня 2021—головою.
25 січня 2022 року призначений на посаду голови Корюківської районної державної адміністрації, а 24 лютого 2022 року, під час російського вторгнення, був призначений начальником Корюківської районної військової адміністрації. Звільнений з посади голови РДА 21 грудня 2023 року.
Заступник голови Чернігівської обласної державної адміністрації з 22 грудня 2023 року. 
Брав участь у заходах з оборони Чернігівської області під час її окупації російськими військами з 24 лютого 2022 року по 3 квітня 2022 року.